# Flughafen Cedar Rapids – Eastern Iowa

i7
i11
i13

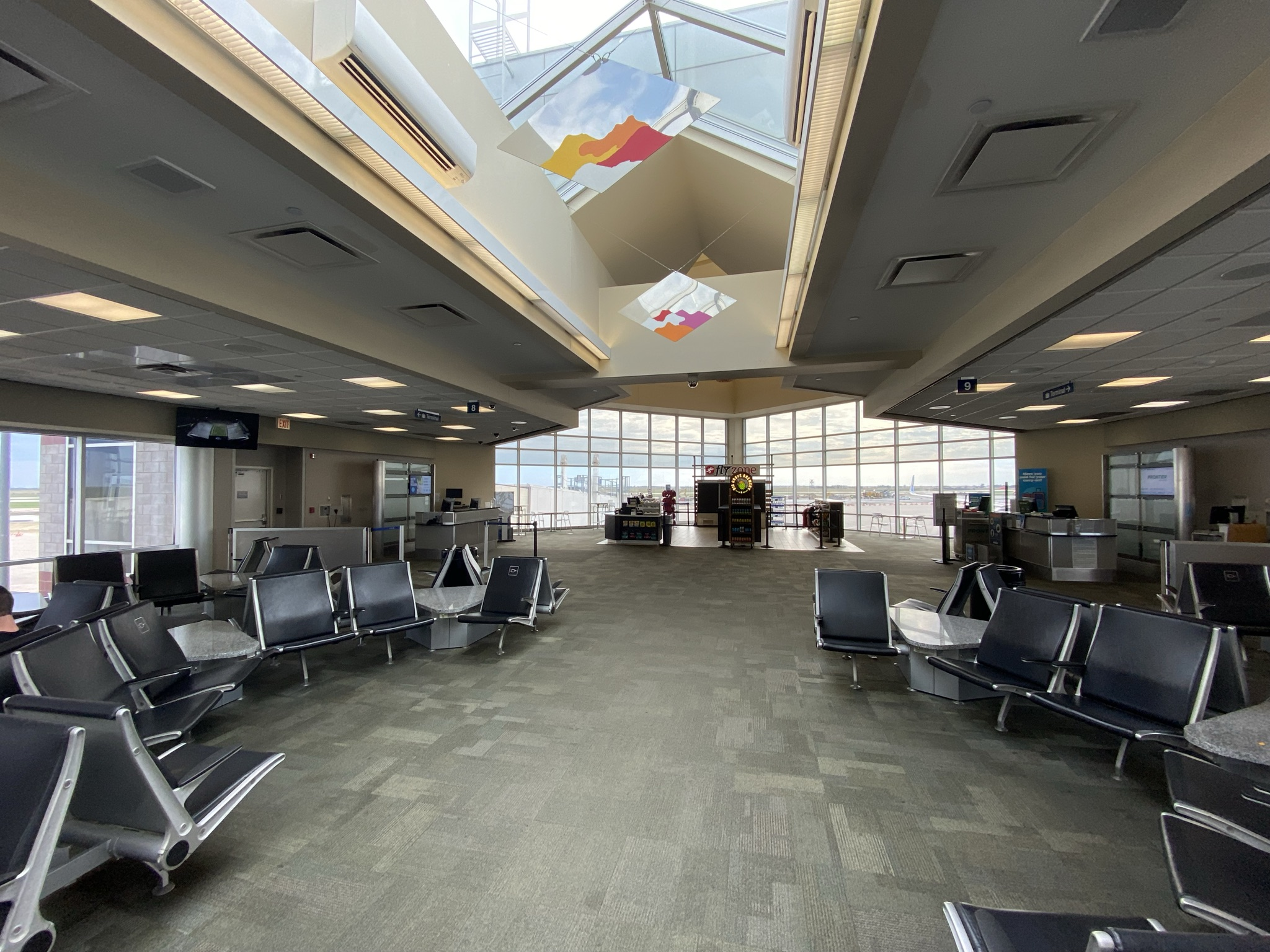
Renovierter Terminalbereich bei den Flugsteigen 8 und 9

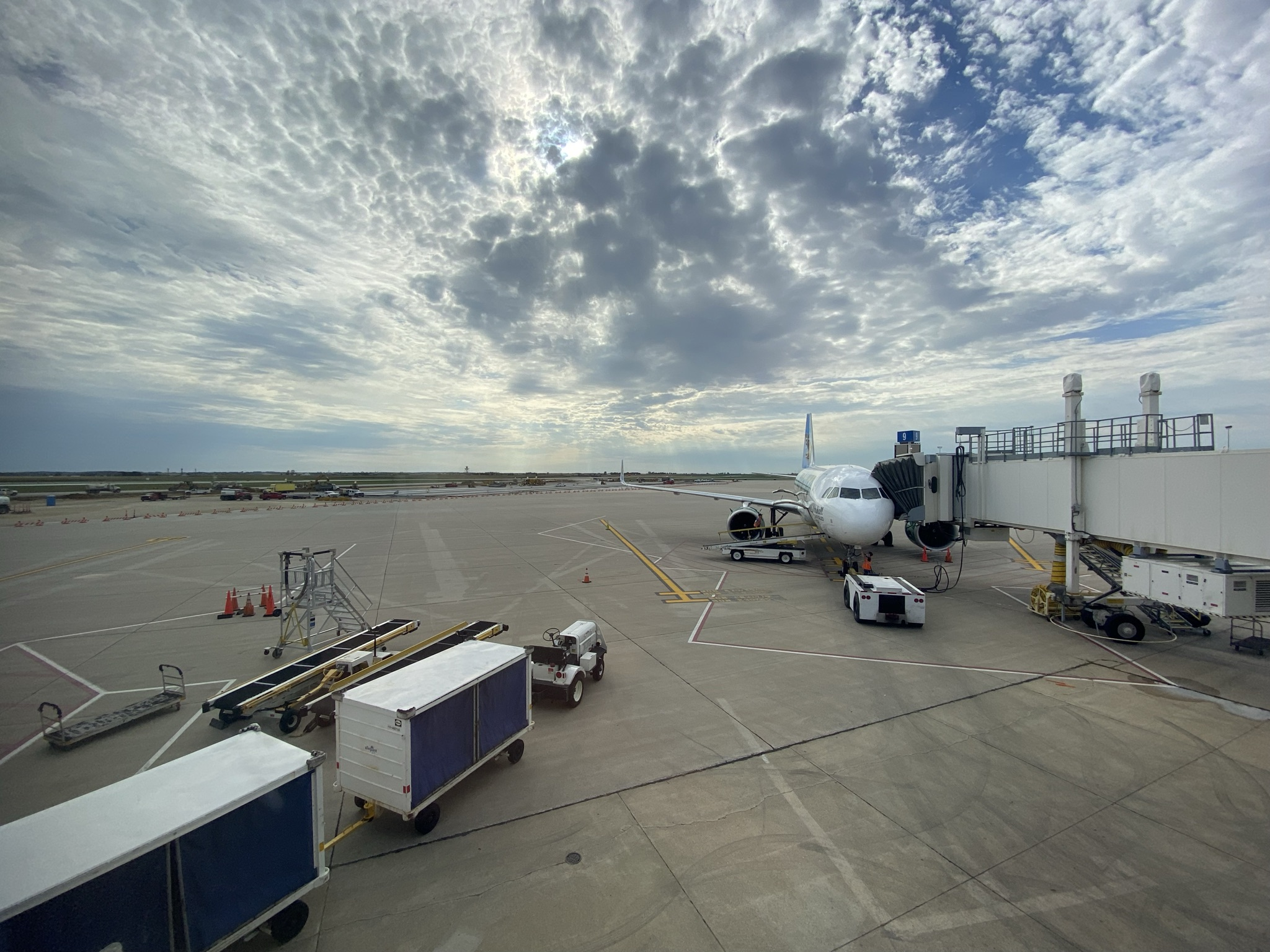
Blick aufs Vorfeld

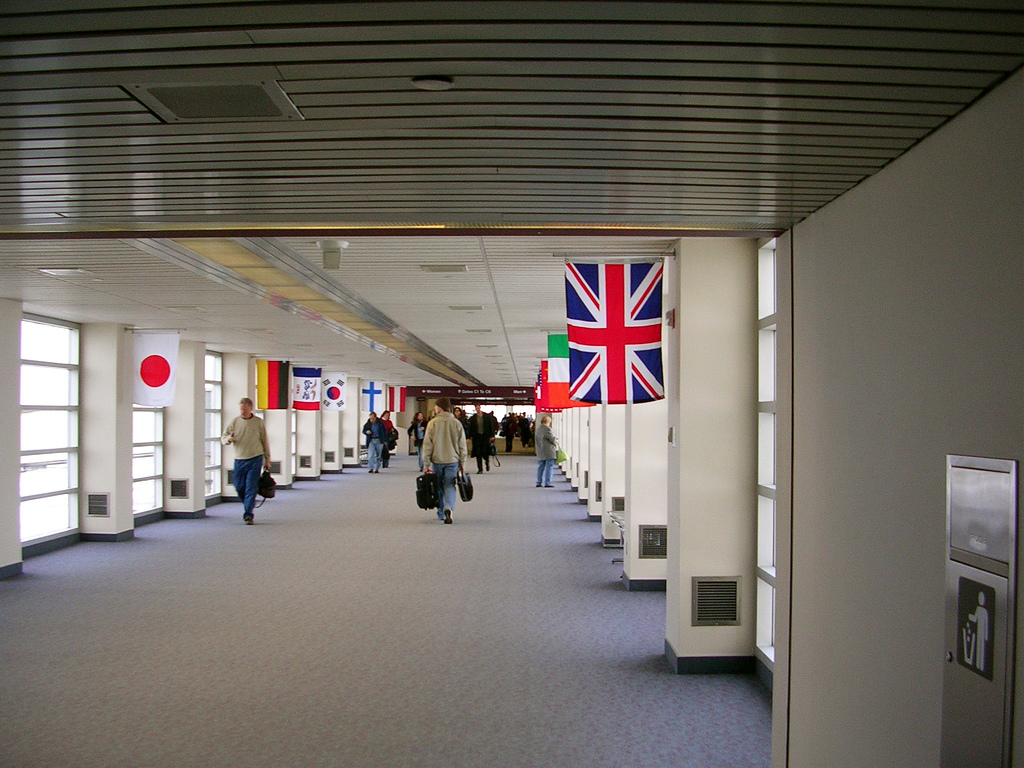
Passagierzugang zu den Flugsteigen

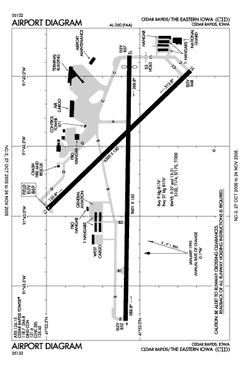
Eastern Iowa Airport

The Eastern Iowa Airport (IATA-Code: CID, ICAO-Code: KCID) ist der Flughafen der Stadt Cedar Rapids im Linn County im Osten des US-amerikanischen Bundesstaates Iowa. Er liegt 15 km südlich des Stadtzentrums von Cedar Rapids und 38 km nordwestlich von Iowa City. Der Flughafen befindet sich in Besitz der Stadt Cedar Rapids und wird von der Cedar Rapids Airport Commission betrieben.

## Lage
Der Eastern Iowa Airport liegt im Südwesten des Linn County. Er liegt rund 90 km westlich des Mississippi, der die Grenze zu Illinois bildet. Neben Cedar Rapids und Iowa City sind die nächstgelegenen größeren Städte Waterloo (101 km nordwestlich), Dubuque (132 km nordöstlich), die Quad Cities (126 km südöstlich) und Iowas Hauptstadt Des Moines (191 km westsüdwestlich).

## Flughafenanlagen
Der Eastern Iowa Airport hat eine Gesamtfläche von rund 1331 Hektar. Er verfügt über zwei Landebahnen mit Beton- bzw. Asphaltbelag und ist ganzjährig und 24 Stunden pro Tag geöffnet.
Für die Abfertigung der Passagiere verfügt der Flughafen über ein Terminal mit 13 Gates, sieben Fluggastbrücken sowie eine Gepäckförderanlage. Auf dem Flughafengelände gibt es vier Mietwagenstationen.

## Fluggesellschaften und Ziele

### Passagierverbindungen
- Allegiant Air nach Las Vegas, Los Angeles, Orlando Sanford, Phoenix-Mesa, Punta Gorda und St. Petersburg-Clearwater
- American Eagle nach Charlotte, Dallas/Fort Worth und Chicago
- Delta Connection nach Atlanta, Detroit und Minneapolis-Saint Paul
- Frontier Airlines nach Denver
- United Express nach Chicago und Denver[5]

### Frachtverbindungen
- Ameriflight nach Cincinnati und Omaha
- FedEx Express nach Des Moines, Indianapolis, Memphis und Madison
- UPS-Airlines nach Des Moines, Louisville und Rockford

## Flugzeuge
Auf dem Flughafen sind insgesamt 128 Luftfahrzeuge stationiert. Davon sind 112 einmotorige, vier mehrmotorige Propellermaschinen, elf Düsenjets sowie ein Hubschrauber. Es gibt täglich 130 Flugbewegungen.

## Verkehrszahlen
| Jahr | Fluggastaufkommen | Luftfracht (Tonnen) (mit Luftpost) | Flugbewegungen |
| ---- | ----------------- | ---------------------------------- | -------------- |
| 2018 | 1.205.796         | 29.634                             |                |
| 2017 | 1.143.335         | 24.992                             | 49.421         |
| 2016 | 1.086.655         | 23.586                             | 47.591         |
| 2015 | 1.105.625         | 23.429                             | 49.423         |
| 2014 | 1.132.991         | 23.710                             | 50.152         |
| 2013 | 1.042.291         | 22.263                             | 50.050         |
| 2012 | 984.884           | 23.710                             | 56.300         |
| 2011 | 880.645           | -                                  | -              |
| 2010 | 918.367           | -                                  | 50.490         |
| 2009 | 946.717           | -                                  | 57.426         |
| 2008 | 991.512           | -                                  | 61.137         |
| 2007 | 1.060.120         | -                                  | 63.421         |
| 2006 | 1.023.872         | -                                  | 63.056         |
| 2005 | 1.004.265         | -                                  | 65.882         |
| 2004 | 938.555           | -                                  | 69.059         |
| 2003 | 921.986           | -                                  | 71.625         |
| 2002 | 877.247           | -                                  | 73.642         |
| 2001 | 878.323           | -                                  | 74.893         |
| 2000 | 984.280           | -                                  | 82.244         |
| 1999 | 925.939           | -                                  | -              |
| 1998 | 936.976           | -                                  | 82.572         |
| 1997 | 892.852           | -                                  | -              |
| 1996 | 829.760           | -                                  | -              |

### Verkehrsreichste Strecken
| Rang | Stadt                             | Passagiere | Fluggesellschaft               |
| ---- | --------------------------------- | ---------- | ------------------------------ |
| 01   | Chicago–O’Hare, Illinois          | 141.190    | American Eagle, United Express |
| 02   | Denver, Colorado                  | 084.310    | Frontier, United Express       |
| 03   | Dallas/Fort Worth, Texas          | 057.910    | American Eagle                 |
| 04   | Atlanta, Georgia                  | 057.230    | Delta Connection               |
| 05   | Minneapolis/Saint Paul, Minnesota | 048.100    | Delta Connection               |
| 06   | Detroit, Michigan                 | 043.050    | Delta Connection               |
| 07   | Charlotte, North Carolina         | 034.690    | American Eagle                 |
| 08   | Phoenix/Mesa, Arizona             | 025.150    | Allegiant                      |
| 09   | Las Vegas, Nevada                 | 019.890    | Allegiant                      |
| 10   | Orlando–Sanford, Florida          | 018.360    | Allegiant                      |